# Bolkówka
 Bolkówka – potok górski w Polsce w woj.dolnośląskim w Sudetach Wschodnich, w Górach Opawskich.
Górski potok, o długości około 2 km, prawy dopływ Złotego Potoku, jest ciekiem V rzędu należącym do dorzecza Odry, zlewiska Morza Bałtyckiego.

## Położenie
Źródło potoku położone jest w południowo środkowej części Gór Opawskich, na terenie Parku Krajobrazowego Góry Opawskie, na północno-wschodnim zboczu wzniesienia Biskupia Kopa na wysokości ok. 561 m n.p.m. Potok w górnym biegu spływa zalesionym jarem wycinającym się w skały osadowe pochodzenia morskiego, głównie piaskowce, mułowce z otoczakami oraz łupki w kierunku północno-zachodnim, do szerokiej, płytko wciętej Bolkowej Doliny. Niżej, na poziomie 420 m n.p.m., opuszcza las regla dolnego porastający Góry Opawskie i wpływa pomiędzy zabudowania dzielnicy Jarnołtówka Bolkowice. Dalej płynie przez wieś w kierunku północnym do ujścia, gdzie w dolnej części miejscowości Jarnołtówek, na wysokości ok. 340 m n.p.m., uchodzi do Złotego Potoku. Zasadniczy kierunek biegu potoku jest północno-zachodni. Jest to potok górski odwadniający północno środkowy fragment zboczy Gór Opawskich. Potok w górnym i środkowym biegu dziki, w dolnym biegu częściowo uregulowany. Dno potoku jest słabo spękane i na ogół nieprzepuszczalne. Potok charakteryzuje się czystą wodą, nie wyrównanym spadkiem i zmiennymi wodostanami, średni spad wynosi 106 promili. Gwałtowne topnienie śniegów wiosną, a w okresach letnich wzmożone opady i ulewne deszcze, które należą do częstych zjawisk sprawiają wezbrania wody i często przybierają groźne rozmiary, stwarzając zagrożenie powodziowe u podnóża gór.

## Powodzie
Wody Bolkówki przyczyniły się do powodzi jaka miała miejsce w Jarnołtówku w 1997 r.

## Dopływy
Dopływy potoku stanowią bezimienne oraz okresowe strumienie mające źródła na zboczach Bolkowej Doliny.

## Ciekawostki
- W rejonie Bolkówki w przeszłości płukano złoto.
- Źródło Bolkówki nosi nazwę Gołębie Źródło i znajduje się przy Kijowej Drodze.

## Miejscowości położone nad potokiem
- Bolkowice, Jarnołtówek